# Coleção Xou da Xuxa
A Coleção "Xou da Xuxa + CD Inédito Seleção Fãs é um box lançado em 2013 pela gravadora Som Livre, que compila os álbuns da série Xou da Xuxa, abrangendo o repertório musical de 1986 a 1993. A coletânea apresenta mais de 100 músicas, incluindo sucessos conhecidos e canções inéditas. Ao longo de sua carreira, Xuxa lançou sete álbuns de estúdio sob o título "Xou da Xuxa", que alcançaram vendas superiores a 14,8 milhões de cópias, consolidando sua influência na música infantojuvenil. O único álbum dessa época não incluído na coletânea é Karaokê da Xuxa, que traz versões instrumentais e algumas faixas inéditas.
Entre as músicas mais conhecidas da série estão "Doce Mel (Bom Estar com Você)", "Amiguinha Xuxa", "Ilariê", "Brincar de Índio", "Tindolelê", "Lua de Cristal", "Hoje É Dia de Folia" e "Marquei Um X". O álbum inédito contém 14 faixas, incluindo "Mais Amor", que vazou na internet antes do lançamento, e "Carinho de Verdade", que se tornou tema de uma campanha de apoio a crianças e adolescentes vítimas de abuso.
A capa do box remete à imagem original do primeiro álbum, Xou da Xuxa, com a artista usando roupas e penteado semelhantes, em comemoração aos 25 anos de sua carreira. A fotografia é assinada por seu irmão, Blad Meneghel , e, em entrevistas, Xuxa mencionou que a imagem original não foi concebida como capa do álbum, mas sim como uma foto de moda. Na apresentação do box, estão as capas de todos os discos da série e do CD Seleção Fãs ao fundo, junto a uma imagem inédita, enquanto a contracapa e o encarte apresentam fotos de fãs reproduzindo a pose clássica do primeiro álbum. Na contracapa e encarte, fotos de fãs de todo o Brasil com a pose clássica do primeiro álbum lançado pela Som Livre em 1986.

## Recepção
O jornal Extra destacou a relevância do projeto, que resgata não apenas a música, mas também a nostalgia associada ao programa.

## Lista de faixas
Créditos adaptados do Box Coleção Xou da Xuxa, de 2013.
| Disco 1: Xou da Xuxa |                                                                                          |                                                     |         |  |
| N.º                  | Título                                                                                   | Compositor(es)                                      | Duração |  |
| 1.                   | "Parabéns da Xuxa"                                                                       | Michael Sullivan/Paulo Massadas                     | 2:33    |  |
| 2.                   | "Doce Mel (Bom Estar com Você)"                                                          | Claudio Rabello e Renato Corrêa                     | 3:14    |  |
| 3.                   | "Turma da Xuxa"                                                                          | Reinaldo Waisman e Robson Stipancovich              | 2:59    |  |
| 4.                   | "Peter Pan"                                                                              | Rita Lee e Roberto de Carvalho                      | 3:38    |  |
| 5.                   | "Garoto Problema" (participação de Evandro Mesquita)                                     | Frejat e Guto Goffi                                 | 4:03    |  |
| 6.                   | "Meu Cãozinho Xuxo"                                                                      | Rogério Enoé Messias Corrêa                         | 4:09    |  |
| 7.                   | "She-Ra"                                                                                 | Joel e Tavinho Paes                                 | 5:05    |  |
| 8.                   | "Amiguinha Xuxa"                                                                         | Rogério Enoé Messias Corrêa                         | 3:03    |  |
| 9.                   | "Meu Cavalo Frankstein"                                                                  | Mário Lúcio de Freitas e Tati                       | 2:40    |  |
| 10.                  | "Quem Qué Pão"                                                                           | Tuza e J. Corrêa                                    | 1:56    |  |
| 11.                  | "Miragem Viagem (Black Orchid)" (Cantada pela cantora Patricia Marx, do Trem da Alegria) | Stevie Wonder. Ronaldo Bastos (versão em português) | 4:37    |  |
| 12.                  | "Papai Noel dos Baixinhos*"                                                              | Irany de Oliveira e Xuxa                            | 3:40    |  |
| Duração total:       | Duração total:                                                                           | Duração total:                                      | 41:36   |  |

| Disco 2: Xegundo Xou da Xuxa | |                                                |         |  |
| N.º                          | Título                                                                                             | Compositor(es)                                 | Duração |  |
| 1.                           | "Estrela-Guia (Natal)"                                                                             | Michael Sullivan e Paulo Massadas              | 5:37    |  |
| 2.                           | "Festa do Estica e Puxa"                                                                           | Bell Marques, Wadinho Marques                  | 4:12    |  |
| 3.                           | "Hey Mickey (Hey Mickey)"                                                                          | Xuxa (versão em português)                     | 3:29    |  |
| 4.                           | "Feliz"                                                                                            | Eduardo Souto Neto, Nelson Wellington          | 3:55    |  |
| 5.                           | "Circo"                                                                                            | Paulo César Barros, Prêntice,Monteiro De Souza | 3:16    |  |
| 6.                           | "Beijinho,Beijinho"                                                                                | Kiko Zambianchi e Xuxa                         | 2:26    |  |
| 7.                           | "Banda Da Xuxa"                                                                                    | Reinaldo Waisman, Robson Stipancovich          | 3:26    |  |
| 8.                           | "Croc Croc"                                                                                        | Rubens Alexandre                               | 3:13    |  |
| 9.                           | "Campeão"                                                                                          | Conceição Azevedo, César Rossini, Lucas Robles | 3:40    |  |
| 10.                          | "Rambo"                                                                                            | Michael Sullivan e Paulo Massadas              | 4:14    |  |
| 11.                          | "Quem Quiser Que Conte Outra"                                                                      | Fábio Luiz, Luiz Fernando                      | 3:11    |  |
| 12.                          | "Aquecendo (Ginástica)"                                                                            | Michael Sullivan e Paulo Massadas              | 3:18    |  |
| 13.                          | "Comigo Ninguém Pode" (Cantada por Patricia Marx)                                                  | Patricia Marx                                  | 3:14    |  |
| 14.                          | "Dodói Neném"                                                                                      | Fred Goes, Guilherme Maia                      | 3:38    |  |
| 15.                          | "Rexeita Da Xuxa"                                                                                  | Arnaldo, Mônica Freitas                        | 3:11    |  |
| 16.                          | "Nós Somos O Amanhã" (Participação especial de: Gabriela, Trem da Alegria, Os Abelhudos e Tatiana) | Michael Sullivan e Paulo Massadas              | 3:11    |  |
| Duração total:               | Duração total:                                                                                     | Duração total:                                 | 58:35   |  |

| Disco 3: Xou da Xuxa 3 |                       |                                                         |         |  |
| N.º                    | Título                | Compositor(es)                                          | Duração |  |
| 1.                     | "Ilariê"              | Cid Guerreiro, Dito, Ceinha                             | 5:43    |  |
| 2.                     | "Bombom"              | Michael Sullivan, Paulo Massadas                        | 4:26    |  |
| 3.                     | "O Praga É Uma Praga" | Reinaldo Waisman, Michel Bijou                          | 3:43    |  |
| 4.                     | "Xuxerife"            | Waisman, Alexandre Agra, Fred Nascimento, Guilherme Jr. | 2:58    |  |
| 5.                     | "Beijinhos Estalados" | Lincoln Olivetti, Claudia Olivetti                      | 5:05    |  |
| 6.                     | "Coração Criança"     | Sullivan, Massadas                                      | 4:09    |  |
| 7.                     | "Brincar de Índio"    | Sullivan, Massadas                                      | 4:25    |  |
| 8.                     | "Dança da Xuxa"       | Prentice, Ronaldo Monteiro de Souza                     | 3:27    |  |
| 9.                     | "Eu Não"              | Dani, Luiz Otávio                                       | 2:40    |  |
| 10.                    | "Abecedário da Xuxa"  | César Costa Filho, Souza                                | 3:41    |  |
| 11.                    | "Arco-íris"           | Sullivan, Massadas, Ana Penido                          | 4:40    |  |
| 12.                    | "Apolo"               | Sullivan, Massadas                                      | 4:10    |  |
| 13.                    | "Viver"               | Neuma Morais, Neon Morais                               | 4:51    |  |
| Duração total:         | Duração total:        | Duração total:                                          | 53:58   |  |

| Disco 4: 4º Xou da Xuxa |                                    |                                                              |         |  |
| N.º                     | Título                             | Compositor(es)                                               | Duração |  |
| 1.                      | "Tindolelê"                        | Cid Guerreiro, Dito                                          | 4:04    |  |
| 2.                      | "Bobeou Dançou"                    | Michael Sullivan, Paulo Massadas                             | 3:53    |  |
| 3.                      | "Conte Comigo"                     | Prêntice, Ronaldo Monteiro de Souza                          | 3:54    |  |
| 4.                      | "Dinda ou Dindinha"                | Osmar Osman, Hélio Makumba                                   | 3:40    |  |
| 5.                      | "Namorar"                          | Ed Wilson, Paulo Sérgio Vale                                 | 3:46    |  |
| 6.                      | "Milagre da Vida"                  | Sullivan, Massadas                                           | 4:02    |  |
| 7.                      | "Recado pra Xuxa" (com Amanda)     | Sullivan, Massadas                                           | 2:46    |  |
| 8.                      | "Remelexuxa"                       | Chico Roque, Aylson Shalon                                   | 3:56    |  |
| 9.                      | "Vem Dançar Comigo"                | Zá Henrique, Robertinho do Recife, Ângela Matos, Val Martins | 4:05    |  |
| 10.                     | "Dona Girafa"                      | Rubens Alexandre                                             | 4:01    |  |
| 11.                     | "Previsão do Tempo (Sol ou Chuva)" | Sullivan, Massadas                                           | 3:17    |  |
| 12.                     | "Passatempo"                       | Michel Bijou, Guilherme Jr.                                  | 3:07    |  |
| 13.                     | "Estrelinha"                       | Sullivan, Massadas                                           | 3:35    |  |
| 14.                     | "Alerta"                           | César Costa Filho,                                           | 3:51    |  |
| Duração total:          | Duração total:                     | Duração total:                                               | 52:06   |  |

| Disco 5: Xuxa 5 |                          |                                                                          |         |  |
| N.º             | Título                   | Compositor(es)                                                           | Duração |  |
| 1.              | "Pinel Por Você"         | Cid Guerreiro, Dito                                                      | 3:23    |  |
| 2.              | "Tempero da Lambada"     | Michael Sullivan, Paulo Massadas                                         | 3:50    |  |
| 3.              | "Trem Fantasma"          | Sullivan, Massadas                                                       | 4:40    |  |
| 4.              | "Cobra, Chapéu e Palito" | Prêntice, Ronaldo Monteiro de Souza                                      | 3:58    |  |
| 5.              | "É Ou Não É"             | Cláudia Olivetti, Lincoln Olivetti                                       | 3:59    |  |
| 6.              | "Lua de Cristal"         | Sullivan, Massadas                                                       | 4:20    |  |
| 7.              | "I Love You Xuxu"        | Sullivan, Massadas                                                       | 4:03    |  |
| 8.              | "Canja de Galinha"       | Mazinho Turle, Dilson Gunane-Barney                                      | 3:42    |  |
| 9.              | "Twistxuxa"              | Zé Henrique, Angela Mattos, Marcelo Faria, Marcello Azevedo, Val Martins | 2:51    |  |
| 10.             | "Copa na Floresta"       | Rubens Alexandre                                                         | 4:08    |  |
| 11.             | "Vem Lambaxuxa"          | Aramis Barros, Ary Sperling                                              | 3:34    |  |
| 12.             | "Leitura"                | Mazinho Turle, Dilson Gunane-Barney                                      | 3:16    |  |
| 13.             | "O Boto Rosa"            | Prêntice, Ronal Monteiro de Souza                                        | 4:10    |  |
| Duração total:  | Duração total:           | Duração total:                                                           | 50:01   |  |

| Disco 6: Xou da Xuxa Seis |                         |                                                                                     |         |  |
| N.º                       | Título                  | Compositor(es)                                                                      | Duração |  |
| 1.                        | "O Xou da Xuxa Começou" | Dido de Oliveira                                                                    | 4:19    |  |
| 2.                        | "Dança do Coco"         | Augusto Cezar e Carlos Colla                                                        | 3:15    |  |
| 3.                        | "Planeta Terra"         | Eduardo Souto Neto, Nelson Wellington                                               | 4:05    |  |
| 4.                        | "Quem Sabe um Dia"      | Torquato Mariano e Claudio Rabello                                                  | 4:11    |  |
| 5.                        | "Bom Dia"               | Mário Marcos                                                                        | 4:52    |  |
| 6.                        | "Não Basta (No Basta)"  | Franco de Vita. Versão: Biafra                                                      | 4:38    |  |
| 7.                        | "Xuxa Café"             | Ed Wilson e Carlos Pedro                                                            | 3:45    |  |
| 8.                        | "Hoje é Dia de Folia"   | Nando Cordel                                                                        | 3:15    |  |
| 9.                        | "A Dança do Paloê"      | Fafy Siqueira e Sarah P. Benchimol                                                  | 4:25    |  |
| 10.                       | "Novo Planeta"          | Zé Henrique-Marcelo Azevedo, Marcelo Faria, Val Martins-Renato Terra e Angel Mattos | 4:40    |  |
| 11.                       | "A Fã nº 1"             | Michael Sullivan e Paulo Massadas                                                   | 4:20    |  |
| 12.                       | "Meu Cachorrinho Pimpo" | Fred Goes, Guilherme Maia                                                           | 4:02    |  |
| 13.                       | "Nana Caxuxa"           | Arnaldo, Mônica Freitas                                                             | 4:35    |  |
| Duração total:            | Duração total:          | Duração total:                                                                      | 54:34   |  |

| Disco 7: Xou da Xuxa Sete |                      |                                                      |         |  |
| N.º                       | Título               | Compositor(es)                                       | Duração |  |
| 1.                        | "Marquei um X"       | Sarah P. Benchimol e Fafy Siqueira                   | 3:32    |  |
| 2.                        | "A Vida é Uma Festa" | Michael Sullivan, Paulo Massadas                     | 3:47    |  |
| 3.                        | "A Tribo do Amor"    | Augusto Cesar, Carlos Colla                          | 3:41    |  |
| 4.                        | "Mamboleo"           | Cesar Borg, Angel e Cid Guerreiro                    | 3:40    |  |
| 5.                        | "Ai Que Coisa Boa"   | Lincoln Olivetti e Claudio Olivetti                  | 3:51    |  |
| 6.                        | "Xuxa Park"          | Michael Sullivan e Paulo Massadas                    | 4:40    |  |
| 7.                        | "Nosso Canto de Paz" | Dido Oliveira                                        | 4:05    |  |
| 8.                        | "Sorriso no Rosto"   | Cid Guerreiro                                        | 2:53    |  |
| 9.                        | "A Pulga"            | Reinaldo Waisman, Afo Verde e Pablo Durand           | 2:55    |  |
| 10.                       | "A Voz Dos Animais"  | Prêntice, Ronaldo Monteiro de Souza e Marcos Fabiano | 4:15    |  |
| 11.                       | "Baila Baila"        | Michael Sullivan, Paulo Massadas e Ana Penido        | 3:58    |  |
| 12.                       | "América Geral"      | Marcos Valle, Claudio Rabello e M. Pierre            | 5:33    |  |
| Duração total:            | Duração total:       | Duração total:                                       | 46:50   |  |

| Disco 8: Seleção Fãs | |                                                                                                  |         |  |
| N.º                  | Título                                                                                                 | Compositor(es)                                                                                   | Duração |  |
| 1.                   | "Paz é a Gente Que Faz"                                                                                | Vanessa Alves e Maurício Gaetani                                                                 | 3:49    |  |
| 2.                   | "Aquarius (Xuxa Park)" (Aquarius (From Hair))                                                          | Arthur Terence Galt Mac Dermont, James Rado e Gerome Ragn (Versão: Álvaro Socci e Vanessa Alves) | 4:38    |  |
| 3.                   | "Carinho de Verdade" (com Maria Gadú, Sandra de Sá, Saulo, Leo Jaime, Beth Carvalho, Ivete Sangalo...) | Vanessa Alves e Leonardo Sperling                                                                | 3:32    |  |
| 4.                   | "Era Uma Vez" (Once Upon a Time)                                                                       | David Bernard Wolf (Versão: Vanessa Alves)                                                       | 3:16    |  |
| 5.                   | "Existe Esperança"                                                                                     | Maurício Gaetani e Vanessa Alves                                                                 | 4:29    |  |
| 6.                   | "Garota de Ipanema" (com Daniel Jobim)                                                                 | Tom Jobim e Vinicius de Moraes                                                                   | 4:16    |  |
| 7.                   | "Giro do Planeta" (com Abdullah)                                                                       | Abdullah e Robson Vidal                                                                          | 3:14    |  |
| 8.                   | "Imaginação" (Imaginit)                                                                                | Craig Taubman (Versão: Vanessa Alves)                                                            | 2:13    |  |
| 9.                   | "Mundo da Imaginação" (Just Imagine)                                                                   | Philip A. Parker (Versão: Vanessa Alves)                                                         | 2:26    |  |
| 10.                  | "Mais Amor"                                                                                            | Michael Sullivan e Dudu Falcão                                                                   | 4:18    |  |
| 11.                  | "Mundo da Xuxa"                                                                                        | Ary Sperling e Vanessa Alves                                                                     | 5:41    |  |
| 12.                  | "Para Não (Tem Alguém Cansado aí)"                                                                     | Paulinho Levi, Valter Garrincha e Cau Adam                                                       | 3:28    |  |
| 13.                  | "Sábado"                                                                                               | Álvaro Socci e Cláudio Matta                                                                     | 3:19    |  |
| 14.                  | "TV Xuxa"                                                                                              | Maurício Manieri e Fabrício Miguel                                                               | 1:09    |  |
| Duração total:       | Duração total:                                                                                         | Duração total:                                                                                   | 49:54   |  |